# Max Hamann
Max Hamann (* 8. Mai 1864 in Obersontheim; † 22. April 1938 in Tettnang) war ein württembergischer Oberamtmann.

## Leben
Hamann studierte Rechtswissenschaften in Tübingen, wobei er 1886 die erste und 1887 die zweite höhere Verwaltungsdienstprüfung ablegte. 
1894 wurde er Amtmann beim Oberamt Tettnang und 1902 Kollegialhilfsarbeiter an der Regierung des Donaukreises in Ulm. Zudem war er ab 1902 am Oberamt Ulm tätig. Von 1907 bis 1913 leitete er das Oberamt Sulz und von 1913 bis 1930 das Oberamt Leutkirch. 1928 erhielt er den Titel Landrat. Am 30. August 1930 ging er krankheitsbedingt vorzeitig in den Ruhestand. 
Hamann war evangelisch.